# La lliçó
La lliçó (en hebreu: שעת אפס‎) és una minisèrie dramàtica israeliana produïda per al canal Kan 11 de la Corporació de Radiodifusió Israeliana. S'ha subtitulat al català per a FilminCAT.

## Argument
Un debat a l'institut entre un professor de 43 anys i una estudiant de 17 anys s'acabarà convertint en un conflicte polític més enllà de l'aula en el marc de l'explosiva realitat social a la qual s'enfronta l'Israel contemporani.